# 宮内裕
宮内 裕（みやうち ひろし、1919年4月29日 - 1968年2月25日）は、日本の法学者（刑事法）。元京都大学教授。東京都出身。

## 経歴
- 1919年4月29日 東京に生まれる
- 1938年4月 旧制松本高等学校文科乙類に入学
- 1940年12月  旧制松本高等学校を中途退学
- 1943年9月 立命館大学予科修了
- 1945年9月 立命館大学法文学部法政科を卒業
- 1945年11月 立命館大学法文学部助手
- 1947年4月 立命館大学法文学部講師
- 1948年9月 立命館大学法学部助教授
- 1949年4月 京都大学法学部助教授
- 1959年4月 京都大学法学部教授
- 1967年4月 昭和42年度文部省在外研究員として1年間の予定で西ドイツ・ケルン大学に留学
- 1968年2月25日 西ドイツ・ケルンにて喘息発作のため逝去（享年48）

## 人物
旧制松本高校に在学中にマルクス主義的思想を問題視され退学する。その後、立命館大学の予科に入学し、竹田直平に師事する。
竹田は宮内を素晴らしい学生であると他の学者に自慢しており、佐伯千仭や滝川幸辰に見出される。
なかでも滝川は宮内を高く評価して直に指導するようになり、平場安治、滝川春雄とともに滝川門下の三羽烏と称されるようになる。
戦後は立命館で刑法講座を担当していたが、師の竹田が教職追放により立命館を去り、また京都大学では佐伯の教職追放などによる教員不足のため刑事法研究者を補充する必要が生じ、滝川門下の平場(刑事訴訟法講座担当)とともに刑事学講座担当として迎えられ京都大学助教授に就任した。
滝川事件では平場とともに学生側の特別弁護人に就任し、師の滝川と対立した。その際、同じく特別弁護人に就任した田畑茂二郎は新聞の取材に、宮内と平場が特別弁護人を引き受けた理由として｢教え子たちが世間から見離されてその将来に犯罪者のラク印を押されるかどうかの危機に直面しているのであえて教職から立つと意向をもらしていた」と語っている。

## 学問
京大で刑事学の講座を担当していたことから、研究対象は刑法から刑事学に移り刑事学の業績が多い。
著書『刑事学』は戦後初の体系的な刑事学教科書とされる。
宮内はマルクス主義法学者であったが、『刑事学』はドイツの正統派刑事学の線上にあるものであり、刑法から刑事学への思想的変遷を図式化したものとして評価された。
治安立法に対して大きな関心を持っており、治安立法についての多くの著書を残した。

## 著書
- 『刑法各論講義』（三和書房、1949年　有信堂、新訂版、1962年）
- 『社会主義国家の刑法』（有信堂、1955年）
- 『刑事学』（法律文化社、1956年）
- 『執行猶予の実態』（日本評論新社、1957年）
- 『戦後治安立法の基本的性格』（有信堂、1960年）
- 『刑罰権と基本的人権』（有信堂、1962年）
- 『安保体制と治安政策』（労働旬報社、1966年）

## 共編著
- （瀧川春雄、平場安治との共著）『刑法理論学』（有斐閣、1950年）
- （瀧川幸辰、瀧川春雄との共著）『法律学体系第1部第9 コンメンタール篇 刑法』（日本評論社、1950年）
- （平場安治との共編）『刑法-総論・各論（法律学ハンドブック）』（高文社、1959年）
- （杉村敏正、岡崎万寿秀との共編）『戦後秘密警察の実態』（三一書房、1960年）
- （長谷川正安、渡辺洋三との共編）『新法学講座 第1-5巻』（三一書房、1962-1963年）
- （編著）『刑事政策（法律学ハンドブック）』（高文社、1964年）
- （平場安治との共編）『刑法案内-学説・判例』（有斐閣、1965年）
- （片岡曻、橋本敦との共編）『政治・街頭活動問答』（労働旬報社、1968年）